# Alfred Christlieb
Alfred Christlieb (* 26. Februar 1866 in Friedrichshafen; † 21. Januar 1934 in Heidberg) war ein deutscher Theologe.

## Leben
Christlieb, ein Sohn des späteren Bonner Theologieprofessors Theodor Christlieb, besuchte das Evangelisch Stiftische Gymnasium Gütersloh, wo er 1887 auch die Reifeprüfung ablegte. Er studierte in Basel, Bonn und Halle, wo er unter den Einfluss von Martin Kähler kam. Während seines Studiums wurde er 1889 Mitglied der Schwarzburgbund-Verbindung Tuiskonia Halle. Von 1896 bis 1934 war er Pfarrer in dem oberbergischen Dorf Heidberg. Er war ein in Kreisen der Evangelischen Allianz überregional bekannter Prediger und Seelsorger, dessen Schriften über seinen Tod nachwirkten.